# Mariam Filippovová
Mariam Filippovová (rusky: Марьям Филиппова; * Surgut) je ruská horolezkyně a reprezentantka v ledolezení, vicemistryně světa, vítězka celkového hodnocení světového poháru a mistryně Evropy.

## Výkony a ocenění
- 2004: vicemistryně světa v ledolezení
- 2007: vicemistryně světa v ledolezení
- 2012: vítězka celkového hodnocení světového poháru a mistryně Evropy v ledolezení
- 2014: vítězka celkového hodnocení světového poháru a vicemistryně Evropy v ledolezení
- 2016: vicemistryně Evropy v ledolezení

### Závodní výsledky
| Mistrovství světa v ledolezení | Mistrovství světa v ledolezení | Mistrovství světa v ledolezení | Mistrovství světa v ledolezení | Mistrovství světa v ledolezení | Mistrovství světa v ledolezení | Mistrovství světa v ledolezení | Mistrovství světa v ledolezení | Mistrovství světa v ledolezení | Mistrovství světa v ledolezení | Mistrovství světa v ledolezení |
| Rok                            | 2004                           | 2005                           | 2007                           | 2009                           | 2011                           | 2013                           | 2015                           | 2017                           | 2018                           | 2019                           |
| ------------------------------ | ------------------------------ | ------------------------------ | ------------------------------ | ------------------------------ | ------------------------------ | ------------------------------ | ------------------------------ | ------------------------------ | ------------------------------ | ------------------------------ |
| Obtížnost                      |                                |                                | 14                             | 12                             | —                              | 10                             | —                              | 6                              | (4)                            | 3                              |
| Rychlost                       | 2                              |                                | 2                              | 7                              | —                              | 3                              | —                              | 7                              | (3)                            |                                |
| Kombinace                      | nezávodilo se                  | nezávodilo se                  | nezávodilo se                  | nezávodilo se                  | nezávodilo se                  | nezávodilo se                  | nezávodilo se                  | nezávodilo se                  | 3                              | nezávodilo se                  |

| Světový pohár v ledolezení | Světový pohár v ledolezení | Světový pohár v ledolezení | Světový pohár v ledolezení | Světový pohár v ledolezení | Světový pohár v ledolezení | Světový pohár v ledolezení | Světový pohár v ledolezení | Světový pohár v ledolezení | Světový pohár v ledolezení | Světový pohár v ledolezení | Světový pohár v ledolezení | Světový pohár v ledolezení | Světový pohár v ledolezení | Světový pohár v ledolezení |
| Rok                        | 2006                       | 2007                       | 2008                       | 2009                       | 2010                       | 2011                       | 2012                       | 2013                       | 2014                       | 2015                       | 2016                       | 2017                       | 2018                       | 2019                       |
| -------------------------- | -------------------------- | -------------------------- | -------------------------- | -------------------------- | -------------------------- | -------------------------- | -------------------------- | -------------------------- | -------------------------- | -------------------------- | -------------------------- | -------------------------- | -------------------------- | -------------------------- |
| Obtížnost                  | 12-13                      | 10                         | 15-17                      | 12                         | 8                          | —                          | 8                          | 5                          | 4                          | —                          | 6                          | 7                          | 9                          | 10                         |
| jednotlivě* (0/2/5)        | 7,-, 12,-,-                | 16,14, 9-10                | 15-16, 14,19               | 12, 12-14,10               | 6,9-10, 9,13               | —                          | 10,5, 9,10,8               | 10,6, · 7,,4               | 4,, · 4,,                  | —                          | 6,11, · ,                  | 5,11, · ,16,5              | 15,17, 9,13,6              | 13,-,4, 13,7,-             |
|                            |                            |                            |                            |                            |                            |                            |                            |                            |                            |                            |                            |                            |                            |                            |
| Rychlost                   | 4                          | 3                          | ?                          | 2                          | 3                          | —                          | 1                          | 2                          | 1                          | —                          | 3                          | 5                          | 8                          | 7                          |
| jednotlivě* (6/6/7)        | 4,, · -,-                  | , ·                        | ?                          | , · 4,7                    | 7,8, · ,4                  | —                          | ,4, · ,                    | 4,4,, · ,                  | , · ,4,8                   | —                          | , · 5,                     | 5,5, 5,6                   | 9,6,8, 8,11                | ,-,6, · 6,7,-              |

| Mistrovství Evropy v ledolezení | Mistrovství Evropy v ledolezení | Mistrovství Evropy v ledolezení | Mistrovství Evropy v ledolezení | Mistrovství Evropy v ledolezení |
| Rok                             | 2012                            | 2014                            | 2016                            | 2018                            |
| ------------------------------- | ------------------------------- | ------------------------------- | ------------------------------- | ------------------------------- |
| Obtížnost                       | 5                               | 2                               | 2                               | 4                               |
| Rychlost                        | 1                               | 8                               | 3                               | 11                              |